# Phyllanthus bicolor
Phyllanthus bicolor är en emblikaväxtart som beskrevs av Roberto de Visiani. Phyllanthus bicolor ingår i släktet Phyllanthus och familjen emblikaväxter.
Artens utbredningsområde är Venezuela. Inga underarter finns listade i Catalogue of Life.